# Deathlike Silence Productions
Deathlike Silence Productions var et uafhængig pladeselskab fra Oslo i Norge der fokuserede på bands i black metalgenren. Det var det første selvstændige pladeselskab der gjorde det. Deathlike Silence Productions blev grundlagt af Øystein Aarseth også kendt som Euronymous der drev det til han blev myrdet i 1993. Pladeselskabets navn kom fra Sodom sangen "Deathlike Silence" (fra deres album Obsessed by Cruelty). I starten skrev pladeselskabet kun kontrakt med norske bands men i de sidste år blev der skrevet kontrakt med bands fra både Japan og Sverige.
59°54′30″N 10°46′10″Ø / 59.90838702°N 10.76954779°Ø